# Miscello di Ripe
Miscello di Ripe (in greco antico: Μύσκελλος o Μύσκελος?; Ripe, ... – ...; fl. VIII secolo a.C.) è stata una figura della cultura magno greca, ecista fondatore dell'antica Kroton (l'odierna Crotone). Che la città di provenienza di Miscello fosse Ripe nell’Acaia viene detto solo in Hippys di Reggio, uno storico greco antico (V sec. a.C.) cui è stata attribuita l’opera Ktísis Italías (“Fondazioni d’Italia”), poi menzionata da Diodoro Siculo (I° sec. a.C.) in Biblioteca Storica. I nomi delle città dell’Acaia sono riportati dalla tradizione a un periodo molto antico, ma senza precisi riferimenti cronologici: il «Catalogo delle navi» (Omero, Iliade, II, 573-575) menziona Aigion, Elice, Hyperesia (Egira), Pellene e Gonoessa, ma considera parte dell’Acaia occidentale come territorio degli Epei; Rhypes appare solo al V sec. in Erodoto.

## Biografia
Secondo le fonti antiche, Miscello si era recato presso l'oracolo di Apollo a Delfi per sapere se avesse potuto avere figli. Ma l'oracolo ordinò a Miscello di Ripe di fondare una nuova città nel territorio compreso fra Capo Lacinio e Punta Alice
Miscello fondò questa città nel terzo anno della 17ª Olimpiade”. 

(Dionisio di Alicarnasso, II, 59, 2)
ed ancora
Miscello, dal dorso corto, Apollo che opera da lontano t’è amico e ti concederà una stirpe. Ma prima di tutto ti comanda questo: fondare la grande Crotone in mezzo ai bei campi da arare.” Dal momento che egli non sapeva cosa fosse Crotone, di nuovo la Pizia disse: “Chi ti parla è colui che colpisce da lontano con le frecce e tu ascoltalo. Questa è la non arata regione tafia, qui si trova Calcide, qui il sacro suolo dei Cureti. Quelle sono le isole Echinadi: da qui il mare aperto per lungo tratto s’apre ad Occidente. In tal modo, ti dico, che non puoi sbagliare e non trovare il Capo Lacinio, né la sacra Crimisa o il fiume Esaro.” 

(Diodoro Siculo, Biblioteca, VIII, 18)
Dopo aver attraversato il mare ed esplorato quelle terre, Miscello pensò che sarebbe stato meglio fermarsi a Sybaris, già florida e accogliente anziché affrontare i pericoli e le difficoltà nella fondazione di una nuova città. Il dio adirato gli ordinò di rispettare il responso dell'oracolo.
Nonostante l’oracolo gli avesse imposto di fondare Crotone, Miscello, rimasto colpito dalla regione intorno a Sibari, voleva colonizzarla. E così questo responso scaturì per lui: “Miscello dal dorso corto, nel ricercare altre cose, al di là dei comandi divini, tu finisci per aspirare ai dolori. Accontentati del dono che ti porge il dio”. 

(Diodoro Siculo, Biblioteca, VIII, 18)
Per Strabone, l'oracolo chiese a Miscello se per il luogo dove fondare una città era più importante la salute che la ricchezza. Miscello scelse la salute, e quindi Crotone.
“Siracusa fu fondata da Archia, che vi giunse navigando da Corinto, all’incirca nello stesso tempo in cui furono fondate Naxos e Megara. Si narra che Miscello ed Archia si recarono insieme a Delfi ed il dio chiese loro se preferivano la ricchezza o la salute. Archia preferì la ricchezza, Miscello invece la salute. Il dio allora concesse al primo di fondare Siracusa ed al secondo Crotone. Per questo accadde, come già ho detto, che i Crotoniati abitarono una città assai salubre, mentre Siracusani giunsero a tale ricchezza che anch’essi passarono in proverbio, allorché si diceva, per quelli troppo ricchi, che per loro non sarebbe stata sufficiente neanche la decima dei Siracusani”.

(Strabone, Geografia, VI, 2, 4)
Secondo Ovidio sarebbe stato invece Eracle ad ordinare a Miscello di recarsi sulle rive del fiume Esaro.
“Narran che il figlio di Giove, dei buoi Ricco d’Iberia, intorno al Lacinio Arrivò dopo lungo viaggiare: mentre il suo armento nei pascoli stava, Crotone visitò, chè volea riposarsi. Nell’andarsene disse: “Con i nostri Nipoti, grande sarà una città”. Quel che predisse poi vero divenne.
Da Anemone nacque un tale Miscello, tra tutti agli dei il giovin più caro. Dormiva un giorno il giovin Miscello e nel sonno Eracle sì gli impose “Trova dell’Esaro il letto pietroso, parti e la Patria tosto abbandona".
Per lungo il mar Ionio Taranto vide Lacedemonia città, Sibari poi, Nereto, città del Salento,Turio Sul golfo, Nemesi e l’aer Iapigio. Avea già visto le coste del mare, la fatal foce dell’Esaro vide e da presso di Crotone la tomba. Ivi, come Eracle prescritto gli avea, di una nuova città fondò le mura, nomandola come il vecchio sepolto.

(Ovidio, Metamorfosi, XV, 12, 59)